# Coco Chanel

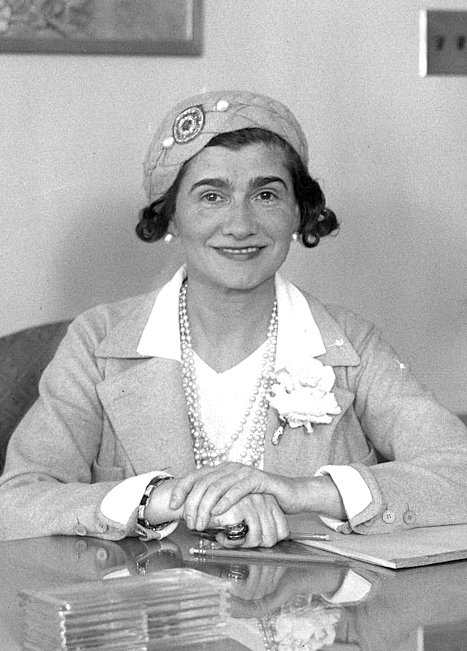
Coco Chanel (1931)

Coco Chanel (* 19. August 1883 in Saumur, Pays de la Loire, als Gabrielle Bonheur Chasnel; † 10. Januar 1971 in Paris) war eine international bekannte französische Modeschöpferin und Unternehmerin.
Coco Chanel gründete Anfang der 1910er Jahre das Modehaus Chanel und prägte mit ihren Entwürfen die Modegeschichte. Ab 1913 war sie Wegbereiterin einer damals nahezu revolutionären funktionellen Damenmode mit wadenlangem Rock oder luftiger Hose, lose gegürtetem Oberteil und Kurzhaarschnitt für selbstbewusste moderne Frauen. In den 1920er Jahren kreierte Coco Chanel das „kleine Schwarze“, das noch immer einen Klassiker in der Damenmode darstellt. 1922 brachte sie das Parfüm Chanel Nº 5 auf den Markt, das als meistverkauftes Duftwasser der Welt gilt. Zwischen 1940 und 1944 arbeitete sie im von deutschen Truppen besetzten Paris als Agentin F-7124 für die deutsche Abwehr. Ab Mitte der 1950er Jahre wurde ihr Chanel-Kostüm aus einem losen, meist bordierten Tweed-Jäckchen und ausgestelltem Rock weltbekannt.
Coco Chanels Vermächtnis, das weltweit tätige Unternehmen Chanel, gehört mit einem Jahresumsatz von 9,62 Milliarden US-Dollar (2017) zu den größten und bedeutendsten in der Modebranche.

## Leben

### Jugend und Ausbildung

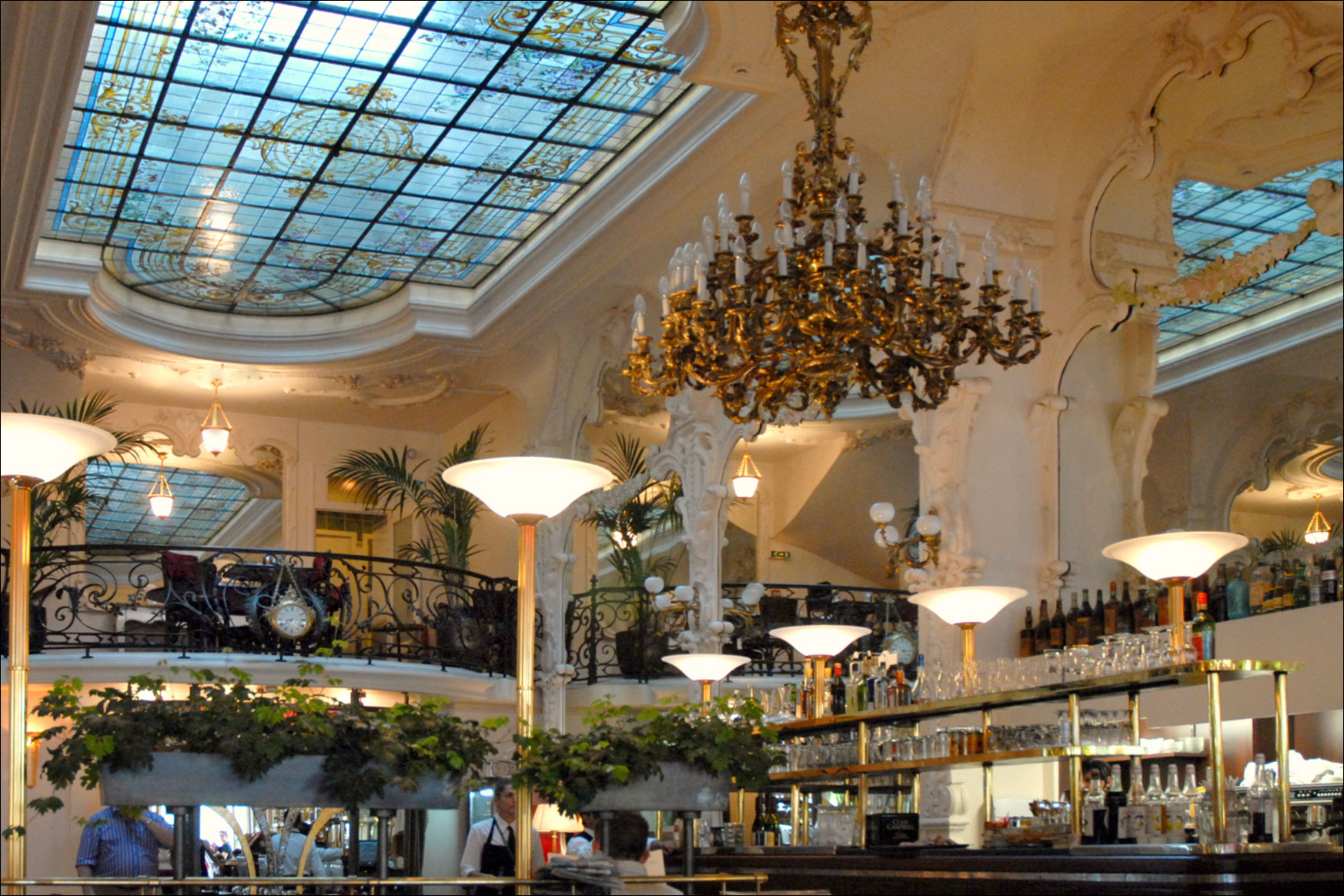
Das Grand Café in Moulins, hier wurde ihr der Spitzname Coco von einer Gruppe von Offizieren gegeben, die sie gerne singen hörten

Um Coco Chanels Jugend ranken sich zahlreiche Legenden, zu deren Entstehung sie selbst beigetragen hat. Sie wurde als zweite uneheliche Tochter des Hausierers Henri-Albert Chasnel und der Wäscherin Eugénie Jeanne Devolle in einem Armenhaus in Saumur an der Loire (Anjou) geboren. In der am 20. August 1883 ausgestellten Geburtsurkunde wurde Chasnel als Nachname des Vaters und Gabrielle als Vorname des Kindes eingetragen. Erst 1884 heirateten ihre Eltern. Sie hatte fünf Geschwister, zwei Schwestern, Julia (* 1882) und Antoinette (* 1887), sowie drei Brüder, Alphonse (* 1885), Lucien (* 1889) und Augustin (* 1891), der nach wenigen Monaten starb.
Als Gabrielle Chasnel zwölf Jahre alt war, starb ihre Mutter. Der Vater gab sie und ihre ältere Schwester in die Obhut eines von Nonnen geführten Waisenhauses, wo Gabrielle den Beruf der Näherin erlernte. Ihren Vater sah sie nie wieder und gab später an, er sei nach Amerika ausgewandert. Mit Erreichen des 18. Lebensjahrs wurde sie aus dem Waisenhaus des Klosters Obazine entlassen. Danach erhielt sie als Barmherzigkeitsschülerin zwei Jahre kostenlos Unterricht im Pensionat Notre-Dame der Stiftsdamen von Saint Augustin in Moulins in der Auvergne. Mit 20 Jahren arbeitete sie als Angestellte in einem Aussteuer- und Babyartikelgeschäft, wo sie auch Logis erhielt, und nahm privat Aufträge als Schneiderin an.
Das Grand Café in Moulins, einer Garnisonsstadt, ließ Gäste als Sänger auftreten. Gabrielle Chasnel trug dort und im Varietétheater Rotonde vor allem zwei Lieder vor: Qui qu’a vu Coco? und Ko-Ko-Ri-Ko. Im Publikum saßen Offiziere des Jägerregiments, die ihr den Spitznamen „Coco“ gegeben haben sollen. 1906 lernte Coco Chanel im nahen Vichy, wo sie sich ebenso als Sängerin versuchte und in den Kurbädern Gelegenheitsarbeiten übernahm, Étienne Balsan kennen, den Erben einer einflussreichen Industriellenfamilie. Sein Vater, Auguste (1836–1896), hatte die Textilfabrik Balsan geleitet, die seit der Herrschaft Napoleon Bonapartes die französische Armee mit Uniformen versorgte, und war Bürgermeister und Verwalter der Banque de France in Châteauroux sowie Abgeordneter des Département Indre gewesen.

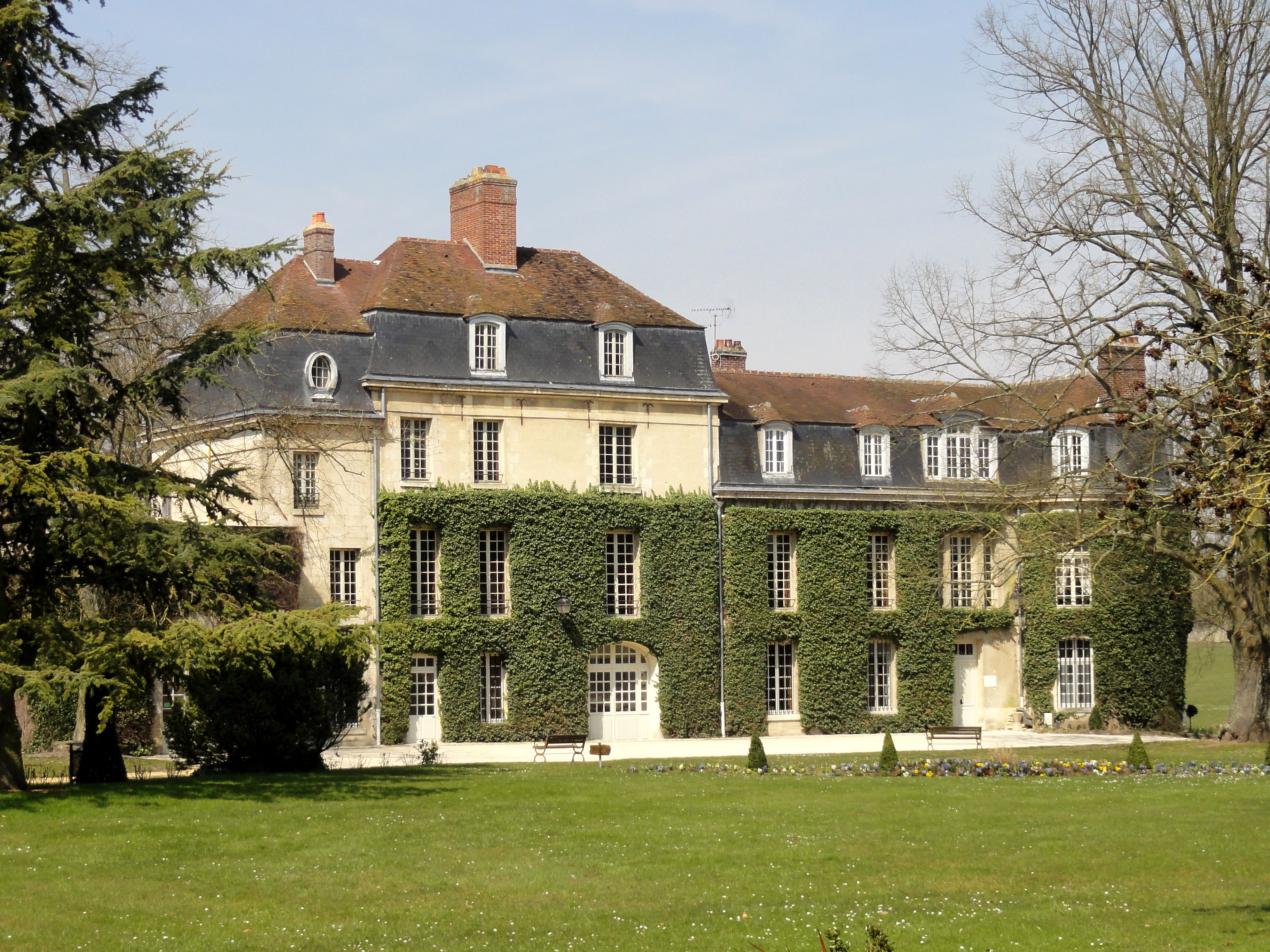
Balsans Anwesen Royallieu, in dem Chanel von 1906 bis 1909 lebte

Das Liebesverhältnis Étienne Balsans mit Chanel galt als Mesalliance, dennoch folgte sie ihm auf sein Anwesen Royallieu in der Nähe des Schlosses von Compiègne und wurde mit 23 Jahren seine Geliebte. Sie verbrachte mehrere Jahre auf Royallieu. Hier machte Chanel Bekanntschaft mit dem mondänen Leben, lernte reiten, trieb Sport und ersann nebenbei zu diesem lässigen Lebensstil passende Kleidungsstücke. Hier traf sie auch ihre große Liebe, den Briten Arthur „Boy“ Capel.
Mit Balsans finanzieller Unterstützung eröffnete Chanel im Jahr 1909 in seiner Pariser Wohnung am Boulevard Malesherbes Nr. 160 ein Hutatelier. Chanels moderne, ungewohnt schlichte Hüte erfreuten sich im Bekanntenkreis Balsans und der gehobenen Pariser Gesellschaft rasch großer Beliebtheit, wurden an Pariser Persönlichkeiten gesehen und in Modezeitschriften abgebildet.

### Unternehmensgründung
Mit einer Bürgschaft und einem Kredit ihres neuen Freundes, Arthur „Boy“ Capel, zog Chanels Hutatelier 1910 in ein Ladenlokal der Rue Cambon Nr. 21 in Paris, und im Seebad Deauville eröffnete 1913 eine Modeboutique namens Chanel Modes. Dieses Jahr gibt das Modehaus Chanel heute als Gründungsjahr an.

### Frühe Erfolgsjahre

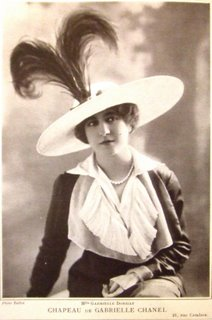
Hutmodell von Coco Chanel (1912)

1915 besaß Coco Chanel Modesalons in Paris, Deauville und Biarritz. Sie entwarf schlichte, den Körper locker umspielende Kleider aus Baumwolljersey und kreierte damit eine neue funktionale Mode mit klaren Linien ohne die bis dahin üblichen Verzierungen. Chanel trug ihre eigene Mode und eine moderne Kurzhaarfrisur im Bob-Stil. 1918 eröffnete sie ihren Haute-Couture-Salon in der Rue Cambon Nr. 31. Chanels Geschäft wuchs schnell. Schon 1916 beschäftigte sie 300 Näherinnen, konnte ihre Schulden bei Capel begleichen und so ihre Unabhängigkeit sichern. Im selben Jahr erklärte die amerikanische Zeitschrift Vogue Chanels Stil zum „Inbegriff der Eleganz“. Ihre Mode unterschied sich durch ihre Zurückhaltung deutlich von der ihrer Konkurrenten.

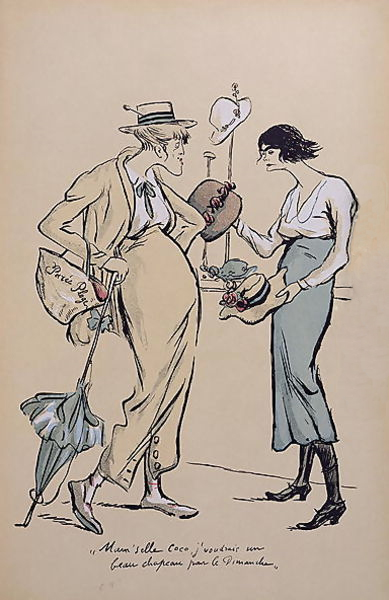
Chanel-Karikatur von Georges Goursat (1919)

Capel starb 1919 bei einem Autounfall. 1920 erwarb Chanel eine Villa namens Bel Respiro in Garches und bezog 1923 eine Stadtwohnung in der Rue du Faubourg Saint-Honoré Nr. 29 in Paris.
1924 gründete sie mit Geschäftspartnern die vom Modeunternehmen zunächst unabhängige Parfümsparte Parfums Chanel in Neuilly-sur-Seine, an der sie selbst 10 % der Anteile hielt. 1931 reiste sie für einige Wochen nach Hollywood, um auf Einladung des Filmproduzenten Samuel Goldwyn, der ihr die damals spektakuläre Summe von einer Million Dollar anbot, Kostüme für Gloria Swanson in dem Film Tonight or Never (1931) sowie für die Tänzerinnen der Goldwyn-Girls und Ina Claire in The Greeks Had a Word for Them (1932) zu entwerfen. Nachdem Chanels Arbeiten als für Hollywood nicht extravagant genug kritisiert worden waren, kehrte sie nach Paris zurück, jedoch nicht ohne in den USA Marlene Dietrich und Greta Garbo als Chanel-Kundinnen gewonnen zu haben.
Im November 1932 zeigte Chanel in ihrer Wohnung in Paris eine mit dem Illustrator Paul Iribe entworfene Schmuckkollektion mit dem Namen Bijoux de Diamants. Als Chanels Pariser Betrieb 1936 bestreikt wurde, hatte sie etwa 4000 Angestellte.

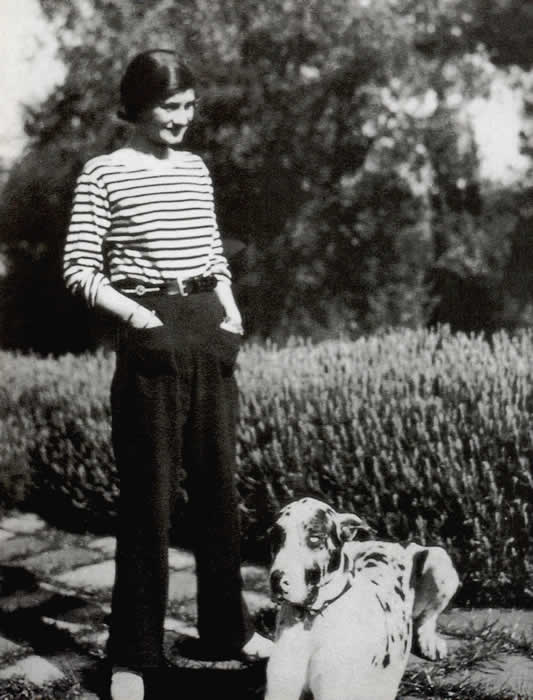
Coco Chanel, 1928

Im Jahr 1928 kaufte Chanel in Roquebrune-Cap-Martin an der Côte d’Azur ein Grundstück und ließ dort nach eigenen Vorstellungen ihre Villa La Pausa errichten, die 1930 fertiggestellt und 1953 verkauft wurde. Im Jahr 2015 verkündete das Haus Chanel, dass sich die Villa, deren Kaufpreis 2013 in der Presse auf 40 Millionen Euro geschätzt wurde, wieder im Unternehmensbesitz befinde.
Zu Beginn des Zweiten Weltkriegs 1939 schloss Coco Chanel ihr Modeunternehmen, und alle Mitarbeiter verloren ihre Arbeit. Sie zog sich nach Südfrankreich nahe der spanischen Grenze zurück und kehrte im Herbst 1940 nach Paris zurück.
Im Jahr 1937 hatte Chanel im Pariser Hotel Ritz an der Place Vendôme eine rückseitig zur Rue Cambon gelegene Zwei-Zimmer-Suite angemietet, in der sie fortan nächtigte und in der sie 1971 auch starb. Ihre eigentliche Wohnung, in der es kein Schlafzimmer gab, befand sich seit Mitte der 1930er Jahre auf der anderen Straßenseite über ihrem Atelier im zweiten Stock des Hauses Nr. 31 der Rue Cambon. Die Wohnung ist nahezu unverändert erhalten.

### Besatzungszeit
Nach Beginn der deutschen Besetzung Frankreichs im Zweiten Weltkrieg floh Coco Chanel zunächst in den unbesetzten Süden des Landes und kehrte im Herbst 1940 nach Paris zurück. In ihrem damaligen Wohnsitz, dem von den Besatzern beschlagnahmten Hotel Ritz, begegnete sie dem Diplomaten und früheren Presseattaché der deutschen Botschaft in Paris, Hans Günther von Dincklage, der auch für die Gestapo tätig war. Der Sohn eines preußischen Majors und der Tochter eines 1870 in England eingebürgerten deutschen Kaufmanns wurde ihr Liebhaber.

#### Agentin des Deutschen Reichs
Ein Buch des ehemaligen Geheimdienstoffiziers Hal Vaughan, Sleeping with the Enemy: Coco Chanel’s Secret War, basiert auf inzwischen freigegebenen Dokumenten aus deutschen Archiven und britischen MI6-Archiven und belegt, dass Chanel als Spionin der deutschen Abwehr rekrutiert und unter dem Codenamen „Westminster“ (in Anspielung auf einen ihrer früheren Liebhaber, den Herzog von Westminster) zur Agentin F-7124 wurde. Eine kürzlich freigegebene Akte aus dem Archiv des Pariser Polizeipräsidiums, die Chanel betrifft und dieselbe Agentennummer und denselben Codenamen aufweist, bestätigt dies. Chanel war für die deutschen Besatzer, die in Paris im Hotel Ritz ihr Quartier eingerichtet hatten, ob ihrer zahlreichen Kontakte in höchste Kreise eine interessante Figur. Angeworben wurde sie von Leutnant Hermann Niebuhr, der sie mit Baron Louis de Vaufreland, einem französischen Gestapo-Agenten in Marokko und Anwerber deutscher Spione, in Kontakt brachte und sie 1941 auf eine Mission nach Spanien schickte. Aus der dortigen britischen Botschaft sollte sie kriegswichtige Informationen für Deutschland in Erfahrung bringen.

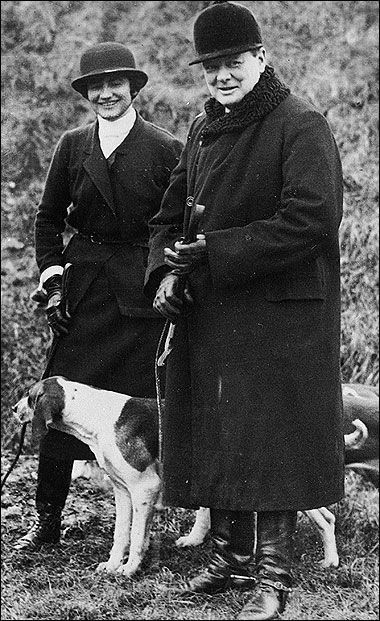
Winston Churchill und Coco Chanel, 1920er-Jahre

Chanel mag sich zu der Zusammenarbeit mit den Deutschen entschlossen haben, da André Palasse, ein Sohn einer ihrer Schwestern, von diesen interniert worden war. Der junge Mann wurde daraufhin tatsächlich freigelassen.
Mit dem deutschen SS-Offizier Walter Schellenberg fädelte Chanel 1944 in Berlin die geheime „Operation Modellhut“ ein: Über Samuel Hoare, den britischen Botschafter im neutralen Spanien, sollte sie mit ihrem alten Bekannten Winston Churchill Kontakt aufnehmen und ihn zu einem Separatfrieden Großbritanniens mit Deutschland überreden. Doch die Aktion scheiterte schon daran, dass es nie zu dem beabsichtigten Treffen kam, zumal Churchill an einer Lungenentzündung erkrankte, während sich Chanel in Madrid aufhielt.
Chanels Versuch, in der Besatzungszeit durch „Arisierung“ in den Besitz von Parfums Chanel zu gelangen, scheiterte. Arisierungen fanden zwischen 1933 und 1945 im Deutschen Reich sowie in den diesem angeschlossenen und von Deutschen besetzten Ländern statt. Meist wurden diese Enteignungen jüdischen Besitzes als ordnungsgemäßer Verkauf inszeniert, doch geschah dieser unter erheblichen faktischen oder behördlichen Zwängen, sodass die Verkäufer nur selten einen angemessenen Preis erzielten. Wertheimer hatte vor seiner Flucht seine Anteile an Parfums Chanel pro forma dem befreundeten Flugzeughersteller Félix Amiot (1894–1974) übertragen, der sie ihm nach dem Weltkrieg zurückgab.
Obwohl Chanel wie viele ihrer französischen und britischen Freunde durchaus antisemitisch eingestellt war, handelte sie wohl nicht aus politischer Überzeugung. „Sie war eine außergewöhnliche Opportunistin“, behauptet ihr Biograf Vaughan in seinem Buch. Im September 1944 wurde sie im Hotel Ritz als Kollaborateurin verhaftet und schon nach wenigen Stunden freigelassen – auf persönliche Anweisung Churchills, so die Vermutung einiger Historiker.

### Nachkriegszeit
Nach der Befreiung Frankreichs kam es im Rahmen von Säuberungen zu Ausschreitungen gegen tatsächliche und vermeintliche Kollaborateure. Coco Chanel blieb davon verschont, aber ihr Ruf war angeschlagen, und sie zog nach Lausanne in der Schweiz, wo sie bis 1954 lebte. Dincklage hatte sich schon 1944 dorthin abgesetzt. Ihre Liaison soll noch sechs Jahre gedauert haben. Laut Vaughan unterstützte sie Dincklage und den bei den Nürnberger Prozessen verurteilten SS-Offizier Walter Schellenberg finanziell, nachdem dieser 1951 aus der Haft entlassen wurde, und verpflichtete damit beide zum Schweigen. 1952 übernahm Chanel die Kosten für die Bestattung Schellenbergs in Turin. Von Dincklage starb 1974 auf Mallorca.
Nach ihrer Rückkehr nach Paris 1954 bereitete Coco Chanel ihr Comeback vor. Einige Quellen vermuten, dass der New Look von Christian Dior, den sie als Rückfall in die Zeit des steifen Korsetts bezeichnet haben soll, sie herausforderte und zu neuen eigenen Kreationen motivierte. Ihre Rückkehr in die Modewelt wurde von ihrem Geschäftspartner Pierre Wertheimer finanziert, der einen Alleingang Chanels fürchtete, aber zu einer freundschaftlichen Lösung unter Berücksichtigung einiger Privilegien in der Vermögensteilung bereit war. Im Gegenzug erhielt Wertheimer zusätzlich zu seinem Besitz der Parfümsparte von Chanel 1954 auch 100 % der Anteile an Chanels Modeunternehmen. Die Parfüm- und die Modesparte sind heute bereits in der dritten Generation im Alleinbesitz der Familie Wertheimer.

### Späte Erfolgsjahre
„Drei Namen aus diesem Jahrhundert wird Frankreich nie vergessen: de Gaulle, Picasso, Chanel“

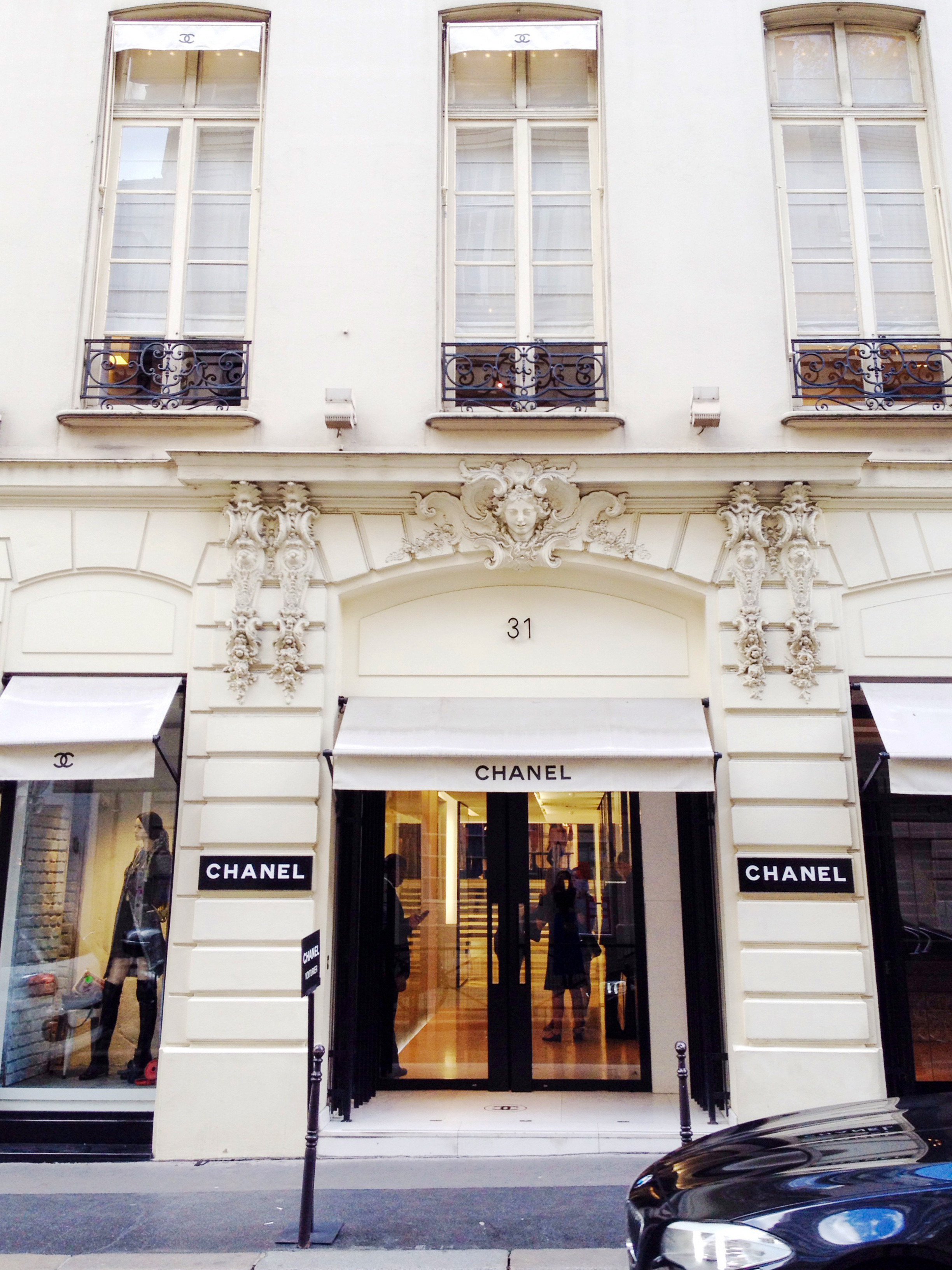
Adresse von Coco Chanels Privatwohnung: 31, rue Cambon

Am 5. Februar 1954 eröffnete Coco Chanel nach neunjähriger Schaffenspause ihr Modegeschäft in der Rue Cambon mit einer neuen Kollektion, die von der französischen Presse zunächst spöttisch als „Fiasko“ bezeichnet wurde. Die dargestellten Modelle seien „Phantome von Kleidern aus den 1930ern“. Chanel saß während der Modenschauen stets auf der Wendeltreppe ihres Ateliers und beobachtete außer Sichtweite der Zuschauer über eigens dafür angebrachte Wandspiegel die unter ihr defilierenden Mannequins. Nachdem das US-amerikanische Magazin Life ein Jahr danach die Eleganz ihrer Tweedkostüme würdigte und ihre Mode als „Revolution“ bezeichnete und immer mehr internationale Stars wie Marlene Dietrich, Brigitte Bardot, Grace Kelly, Romy Schneider, Ingrid Bergman und Elizabeth Taylor Kleidungsstücke von Chanel trugen, begann der Siegeszug des Chanel-Kostüms.
Chanel galt in ihren späten Lebensjahren in der Branche als schwierige, bittere Persönlichkeit, die zum Ende ihres Lebens ein zurückgezogenes, einsames Dasein in ihren Ateliers und ihrer Wohnung führte. Karl Lagerfeld, der Chanel nie persönlich kennenlernte, nannte sie „wild, launisch und aggressiv“.
Am 11. Oktober 1965 gründete Coco Chanel die Stiftung Fondation CoGa (Silbenwort aus ‚Coco‘ und ‚Gabrielle‘) mit Sitz in Vaduz, Liechtenstein, und setzte diese als Alleinerbin ihres beträchtlichen Vermögens ein. Eine der Begünstigten der Stiftung ist ihre Großnichte Gabrielle Palasse-Labrunie (* 1926).
Coco Chanel starb am 10. Januar 1971 in ihrer Suite im Hotel Ritz. Bis zuletzt hatte sie an einer neuen Kollektion gearbeitet, angeblich litt sie an Durchblutungsstörungen im Kopf. Ihre letzten Worte sollen gelautet haben: „So stirbt man also.“ Zwei Wochen nach ihrem Tod zeigte das Haus Chanel ihre letzte Modekollektion in einer Modenschau.

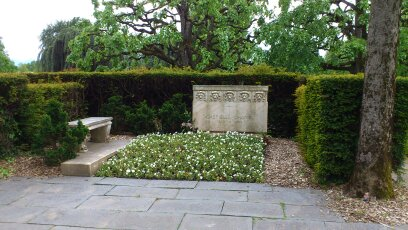
Grab von Coco Chanel, Friedhof Bois-de-Vaux, Lausanne

An der Trauerfeier am 13. Januar 1971 in der Kirche La Madeleine in Paris nahmen Salvador Dalí, Serge Lifar, der Tänzer Jacques Chazot, die Witwe von Henri Bernstein, die Chanel-Biografin Claude Delay (Tochter von Jean Delay), Edmonde Charles-Roux, die Modeschöpfer Yves Saint-Laurent, André Courrèges, Marc Bohan und Paco Rabanne, Coco Chanels Mannequins in Chanel-Kostümen und zahlreiche wohlhabende Kundinnen, darunter Marie-Hélène de Rothschild, teil. Der Sarg mit Chanels sterblichen Überresten wurde nach dem Gottesdienst nach Lausanne überführt und auf dem Cimetière du Bois-de-Vaux beigesetzt. Ihren Grabstein hatte Chanel selbst entworfen: Neben ihrem Namen „Gabrielle Chanel“, ihrem Geburts- und Todesjahr zieren ihn als Hinweis auf ihr Sternzeichen fünf eingemeißelte Löwenköpfe.

## Freundschaften
Coco Chanel soll zahlreiche Liebschaften gehabt haben. Ihre frühen Beziehungen werden in dem Film Coco Chanel – Der Beginn einer Leidenschaft (2009) thematisiert.
Nach ihrer Liaison mit Étienne Balsan, der sie 1906 aus Moulins auf sein Landgut bei Compiègne holte, lebte sie ab 1908/09 mit einem Freund Balsans, dem englischen Polo-Spieler Arthur „Boy“ Capel, zusammen.

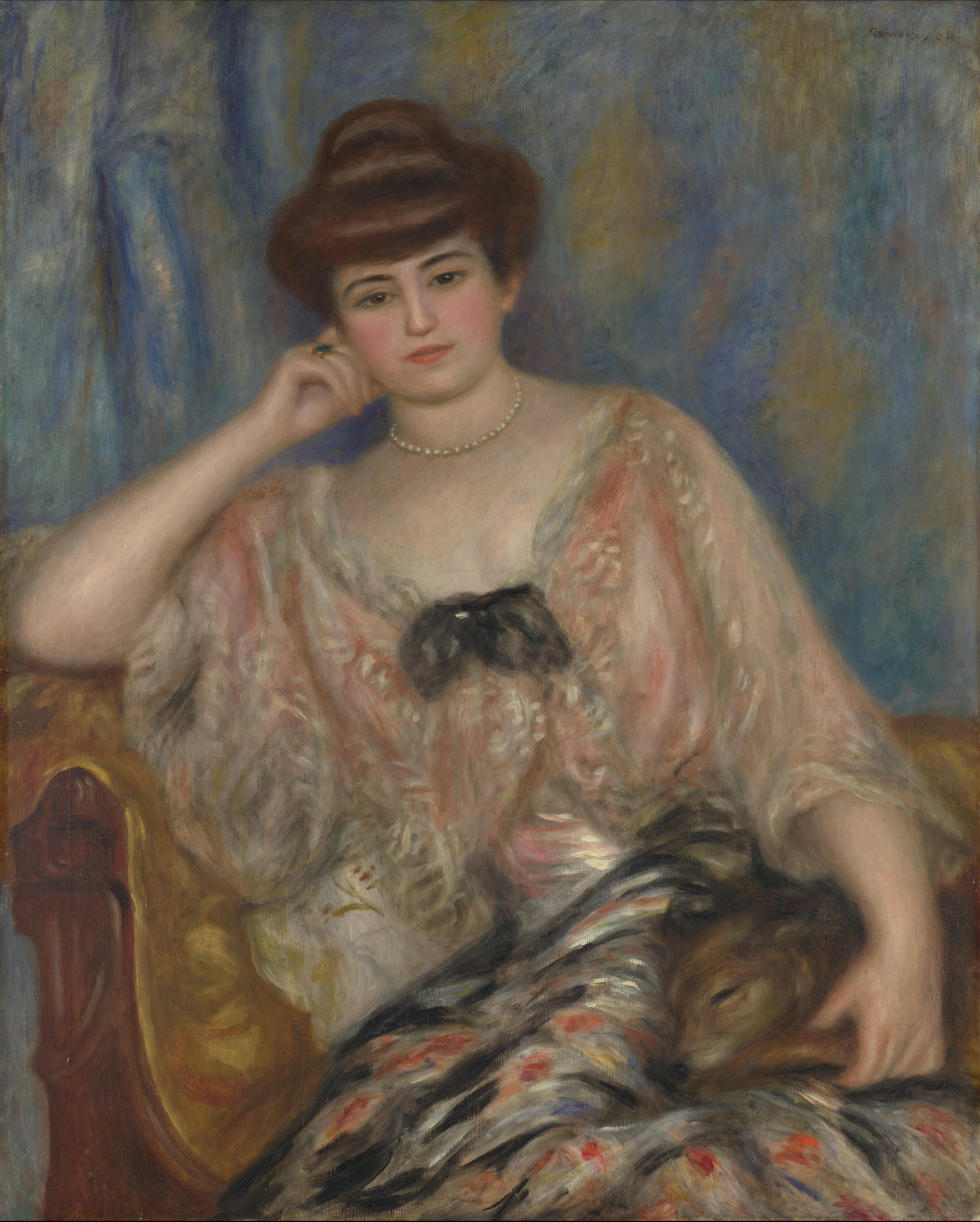
Misia Sert, enge Freundin von Coco Chanel, in einem Renoir-Porträt (1909)

Nach Capels Unfalltod im Jahr 1919 verbrachte Chanel mit Misia Sert, die sie 1917 über eine ihrer Kundinnen, die Schauspielerin Cécile Sorel, kennenlernte, und Serts späterem Ehemann, Josep Maria Sert, einige Zeit in Venedig. Über Serts Bekanntenkreis kam Chanel in Kontakt mit Persönlichkeiten wie Jean Cocteau, Charles Dullin, Sergej Diaghilew, Igor Strawinsky und dessen Familie, Pablo Picasso, Pierre Bonnard, Maurice Ravel oder Édouard Vuillard. Auch Jean Renoir, Georges Auric, Christian Bérard, Boris Jewgenjewitsch Kochno, Paul Morand, Joseph Kessel, Irving Penn und Max Jacob waren mit Chanel bekannt. Für Cocteau, den Chanel 1928 in der Rue Cambon wohnen ließ und dem sie 1929 eine Entzugskur bezahlte, sowie für Dullin schuf sie Bühnenkostüme, unter anderem für das Theaterstück Antigone (1924), das Ballett Le Train Bleu (1924) und den Film Das Blut eines Dichters (1930). 1921 wurde Chanel eine kurze Affäre mit Igor Strawinsky nachgesagt, den sie mit seiner Familie in ihrem Haus in Garches wohnen ließ. Diese Beziehung ist Thema des Films Coco Chanel & Igor Stravinsky (2009). 1920 hatte sie bereits die Wiederaufnahme seines umstrittenen Werks Le sacre du printemps finanziert.
1921/22 führte Chanel eine Liaison mit Dmitri Pawlowitsch Romanow, dem Enkel des russischen Zaren Alexander II. und Cousin des letzten Zaren Nikolaus II. Durch den Großfürsten ließ sich Coco Chanel in ihren folgenden Modekollektionen von russischen Pelzmänteln und Stickereien sowie byzantinischem Schmuck inspirieren. Dmitris Schwester, Maria Pawlowna Romanowa, gründete 1921 das Atelier Kitmir, in dem bestickte Stoffe für das Haus Chanel angefertigt wurden. Über Dmitri Pawlowitsch Romanow lernte Chanel den französischen Parfümeur am Zarenhof, Ernest Beaux, kennen, mit dem sie 1921 ihr erstes Parfüm, Chanel No. 5, kreierte.

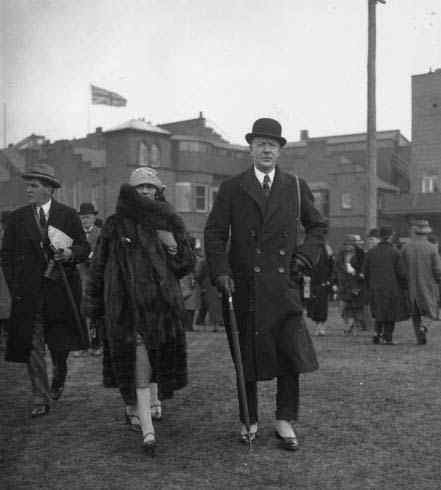
Chanel und Hugh Grosvenor, 2. Duke of Westminster (zwischen 1925 und 1930 fotografiert)

Von 1922 bis 1924 war der Dichter Pierre Reverdy Chanels Begleiter, danach war sie bis 1930 mit Hugh Grosvenor, 2. Duke of Westminster liiert, den sie 1923 in Monte Carlo kennenlernte. Auf das Umfeld des Herzogs von Westminster, damals der reichste Mann Englands, sind unter anderem Chanels Ideen zu Tweedjacken, kurzen Pullovern und Damenhosen zurückzuführen. Zu Westminsters Freundeskreis zählte Winston Churchill. Mit Westminster und Churchill als Gast verbrachte Chanel 1928 einen Urlaub im Landhaus des Herzogs in Sutherland, das sie 1926 für ihn einrichtete. Mit Westminster verbrachte Chanel überdies mehrere Urlaube in dessen Landhaus in Mimizan, wohin Chanel gelegentlich auch einige ihrer Näherinnen zum bezahlten Urlaub einlud.
Im Jahr 1929 organisierte Chanel das Begräbnis von Diaghilew in Venedig, der dort verarmt gestorben war. 1932 begann sie eine Liebesbeziehung mit dem Illustrator Paul Iribe, der 1935 an Herzversagen starb. Nach dem Ende ihrer Liaison mit Hans Günther von Dincklage im Jahr 1950 wurden keine weiteren Beziehungen Chanels bekannt.
Viele bekannte Lichtbildkünstler wie Man Ray, Cecil Beaton, Horst P. Horst, Henri Cartier-Bresson, George Hoyningen-Huene und Roger Scholl und Douglas Kirkland fotografierten Coco Chanel und trugen so zu ihrem Mythos bei.
Für Romy Schneider zählte Coco Chanel in den 1960er Jahren als Stilberaterin und Freundin zu den Menschen, die ihr „Leben von Grund auf verändert“ haben. Eine treue Freundin ihrer letzten Jahre war die Brasilianerin Aimée de Heeren, die jährlich vier Monate in Paris im dem Hotel Ritz nahegelegenen Hôtel Meurice lebte.

## Werke
„Ich mache keine Mode. Ich bin die Mode.“

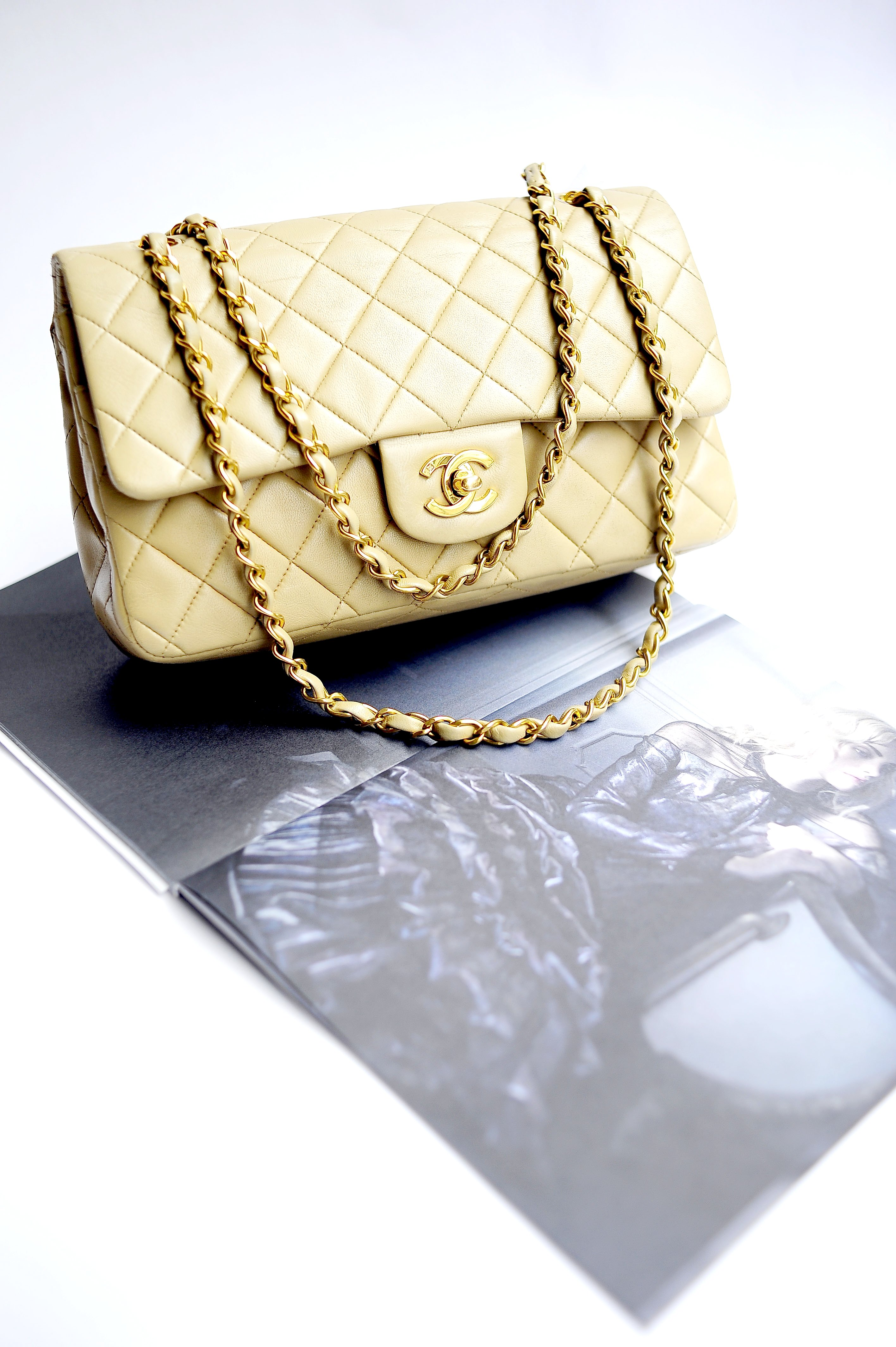
Damen-Handtasche Chanel 2.55

Flakon des Damendufts Chanel Nº 5

Wie keine andere Modeschöpferin prägte Coco Chanel den modernen Kleidungsstil der Frau und hatte einen erheblichen Anteil an der Entwicklung von Paris zu einem Modezentrum des 20. Jahrhunderts. Bereits Mitte der 1910er Jahre war sie mit ihrem florierenden Modeunternehmen eine wohlhabende Geschäftsfrau.
Chanel sagte gern, sie habe die Frauen aus dem Korsett befreit. Die erste Mode ohne Korsett wurde allerdings bereits von Madeleine Vionnet und Paul Poiret Anfang der 1900er Jahre geschaffen. Poirets farbenfrohe Mode samt Pluderhosen im Harem-Stil war jedoch nicht für die arbeitende Frau geeignet, sondern eine Freizeit- und Ausgehmode, Chanel bezeichnete sie später als „barbare“, wild und exotisch. Chanels bevorzugte Farben waren hingegen Schwarz, Weiß und Beige.
In den 1920er Jahren galt Chanel als Erfinderin des „Seawear“: Matrosenhut, langärmeliges Jerseyshirt, um den Hals eine mehrreihige Kette, die weite weiße Seemannshose geschickt auf Taille gebracht, und unter ihrem Saum blitzt der blanke Knöchel hervor. Die Barfüße stecken in Espadrilles. Der Strand-Pyjama war geboren. Sie entwarf auch neuartige gestrickte Badeanzüge mit Bewegungsfreiheit, die am Oberschenkel endeten und unter denen Shorts hervorschauten.
Für gesellschaftliche Anlässe erfand Chanel das Cocktailkleid, das als „kleines Schwarzes“ bekannt wurde.
Sie kürzte die Röcke auf eine damals skandalöse Länge knapp unterhalb des Knies. Für eine sportlichere Linie verwendete sie erstmals körperbetonende Jerseystoffe. Für Geschäftsfrauen auf der ganzen Welt wurde das Chanel-Kostüm aus Tweed zum Standard. Es war oft mit schwarzem Besatz und Goldknöpfen verziert und wurde gern mit langen Perlenketten getragen. Weitere Beiträge Chanels zur Damenmode waren Hosen, Strickensembles (Twinset), Schuhe mit Fersenriemen (siehe Slingbacks) und gesteppte Handtaschen mit Schulterkette („Chanel 2.55“). Hinzu kam auffälliger Modeschmuck anstelle von echtem Schmuck.
Zusammen mit dem Parfümeur Ernest Beaux kreierte sie 1921 „Chanel Nº 5“. Es war das erste populäre Duftwasser, das von einer Aldehydnote dominiert wurde und nicht vor allem nach Blumen, Zitrusfrucht oder Kräutern roch.
Das Metropolitan Museum of Art in New York, das die umfangreichste Modesammlung der Welt beherbergt, zeigt Coco Chanels Evening-Ensemble von 1936. Im Museum für Kunst und Gewerbe in Hamburg fand 2014 eine Ausstellung unter dem Titel Mythos Chanel statt, die mehr als 150 originale Stücke bedeutender Sammlungen von Chanels Modekreationen zeigte.

## Das Modehaus nach Chanels Tod
Die Jahre nach Coco Chanels Tod waren weiterhin mit rasanten wirtschaftlichen Erfolgen der Marke Chanel verbunden. 1974 brachte Chanel das Eau de Toilette „Cristalle“ auf den Markt, 1975 „Beauté“, eine Serie von Kosmetikprodukten, und 1981 wurde der zweite Chanel-Herrenduft, „Antaeus“, lanciert. Generell konnte das Modehaus Chanel jedoch nach dem Tod seiner Gründerin nicht an die Zeit unter ihrer Leitung anknüpfen. Es wurde nicht mehr als Neuerer des Modestils wahrgenommen, sondern geriet in den Ruf, gehobene Kleidung für gesetzte reiche Damen zu produzieren.
Dies änderte sich, als Karl Lagerfeld 1983 begann für Chanel zu entwerfen und dem Haus wieder zu seinem früheren Ruhm verhalf. Alleinige Eigentümer waren seit 1974 Alain und Gérard Wertheimer, die Enkel von Pierre Wertheimer. 1984 wurde das Parfüm „Coco“ lanciert, das sich eines weltweiten Absatzes erfreute. Ebenso erfolgreich gerieten die Kreationen Lagerfelds, die 1986 mit dem Pariser Haute-Couture-Preis Dé d'or (dt. Goldener Fingerhut) geehrt wurden. Der US-amerikanische Modeverband CFDA würdigte den Chanel-Designer Lagerfeld 1991 mit dem International Award.

## Ehrungen

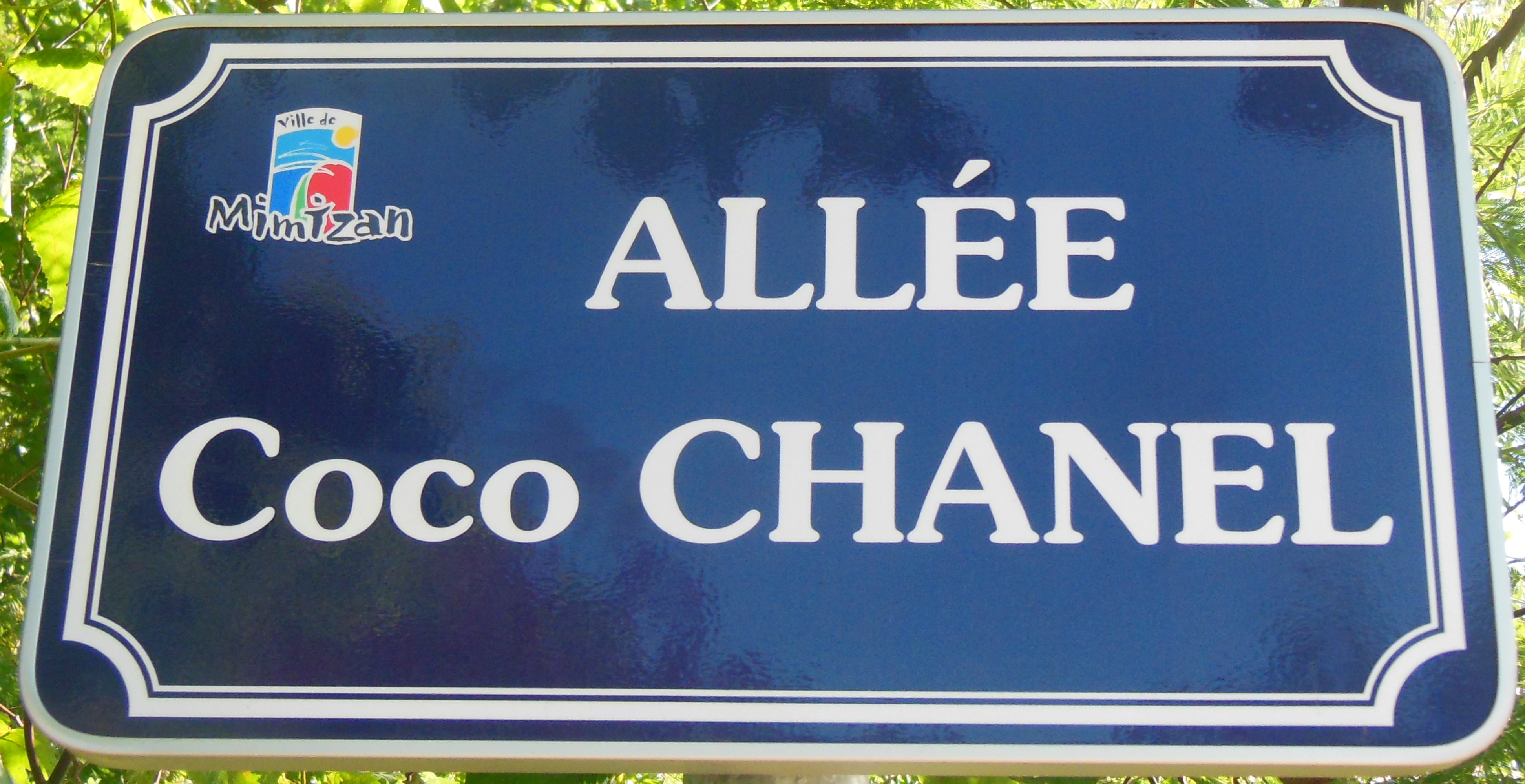
Straßenschild in Mimizan

Zum 125. Geburtstag von Coco Chanel wurde 2008 eine goldene französische 5-Euro-Münze geprägt, die die Künstlerin mit einem ihrer erfolgreichsten Hutmodelle zeigt. In Mimizan in Südwestfrankreich wurde eine Allee nach Chanel benannt. Sie besaß in dem Badeort ein Haus, das später in eine Ferienkolonie integriert wurde.

## Filme
- Einzigartige Chanel. (Originaltitel: Chanel Solitaire, Spielfilm, Frankreich, 1981, Buch und Regie: George Kaczender) beleuchtet einzelne Stationen aus dem Leben der Modeschöpferin. Chanel wird von Marie-France Pisier dargestellt, an ihrer Seite treten Timothy Dalton, Rutger Hauer, Brigitte Fossey und Karen Black auf.
- Chanel Chanel. Dokumentation, Großbritannien, 1986, 62 Min., Buch und Regie: Eila Hershon und Roberto Guerra, Produktion: Phaidon, Vertrieb: Arthaus Musik 2009, ISBN 978-3-939873-32-7.
- Coco Chanel. Biografiedrama in 2 Teilen à 90 Min., Frankreich, Italien, Großbritannien, 2008, Buch und Regie: Christian Duguay, Produktion: arte France, deutsche Erstsendung: 3. März 2013 bei arte, Inhaltsangabe (Memento vom 6. Juli 2013 im Internet Archive) von arte, mit der slowakischen Schauspielerin Barbora Bobuľová als junge Coco Chanel und Shirley MacLaine als Chanel nach dem Zweiten Weltkrieg.
- 2009 verfilmte die Regisseurin Anne Fontaine Chanels Jugendjahre mit Audrey Tautou in der Hauptrolle in Coco Chanel – Der Beginn einer Leidenschaft (Originaltitel: Coco avant Chanel) nach dem Buch von Edmonde Charles-Roux. Der Film handelt vom Aufstieg eines mittellosen Waisenmädchens aus der französischen Provinz zur Ikone der Haute Couture.
- Im Jahr 2009 wurde der Film Coco Chanel & Igor Stravinsky auf den Filmfestspielen in Cannes vorgestellt. Er beginnt 1913 mit dem Opernskandal, den der Komponist Strawinsky mit Le sacre du printemps auslöste, und schildert Chanels Liebesbeziehung zu ihm.
- Coco Chanel: Die Revolution der Eleganz. Dokumentarfilm, Regie: Jean Lauritano, Frankreich, 2018, ARTE.